# Corinna Ulcigrai
Corinna Ulcigrai est une mathématicienne italienne, née le 3 janvier 1980 à Trieste). Elle travaille notamment sur les systèmes dynamiques.

## Carrière
Elle a obtenu son Ph. D. en 2007 de l'université de Princeton sous la supervision de Yakov Sinai avec une thèse intitulée Ergodic properties of some area-preserving flows,. 

## Prix et distinctions
Elle a reçu le prix EMS en 2012,, le Prix Whitehead en 2013 et le Prix Philip-Leverhulme en 2014. En 2020, elle est lauréate du prix Brin.
Elle travaille à l'Université de Bristol, Royaume-Uni

## Travaux
Avec Krzysztof Frączek en 2013, Corinna Ulcigrai est connue pour avoir prouvé que, dans le modèle d'Ehrenfest (une abstraction mathématique de billard avec un éventail infini d'obstacles de forme rectangulaire, utilisée pour modéliser la diffusion des gaz), la plupart des trajectoires ne sont pas ergodiques.